# Juliet, Naked (film)
Pour plus de détails, voir Fiche technique et Distribution.
Juliet, Naked est un film britannico-américain réalisé par Jesse Peretz, sorti en 2018. Il s'agit de l'adaptation cinématographique du roman du même nom de Nick Hornby.
Adaptation du roman homonyme de Nick Hornby sur une femme, son compagnon fan de musique et la star qui obsède ce dernier.

## Synopsis
Annie Platt (Rose Byrne) envisage d'échapper à sa ville natale de Sandcliff, en Angleterre, à son travail de conservateur dans un musée local et à sa relation malheureuse avec Duncan (Chris O'Dowd), un professeur d'université obsédé par Tucker Crowe (Ethan Hawke), un musicien américain dont les dernières nouvelles remontent à 1993. Un album intitulé Juliet, Naked arrive par la poste, contenant des démos acoustiques de l'album révolutionnaire de Crowe, Juliet. Annie et Duncan se disputent sa qualité, et Annie écrit une critique négative sur le site de fans de Duncan consacré à Crowe.
Crowe lui-même envoie un e-mail à Annie, la remerciant pour son honnêteté, et ils échangent une correspondance. Crowe partage ses regrets d'être un mauvais père de quatre enfants de trois mères différentes (il s'avérera plus tard qu'il s'agit de cinq enfants de quatre mères différentes), et Annie révèle sa déception de ne pas avoir d'enfants.
Crowe vit sur la propriété de son ex pour être proche de son plus jeune fils Jackson (Azhy Robertson) en Amérique. Lizzie (Ayoola Smart), sa fille enceinte issue d'une autre relation, lui rend visite depuis Londres ; il est révélé que Crowe a également des fils jumeaux issus d'une autre relation. Avant de partir, Lizzie lui offre le numéro de téléphone de son autre fille Grace (Emma Paetz), qu'il n'a jamais rencontrée.
Duncan invite Gina (Denise Gough), une nouvelle enseignante de son collège, à venir écouter l'album, et ils couchent ensemble. Il l'avoue à Annie, qui rompt avec lui et lui demande de déménager.
Lorsque Lizzie accouche prématurément, Crowe emmène Jackson avec lui à Londres pour qu'il s'occupe d'elle. Crowe et Annie acceptent de se rencontrer, mais il subit une crise cardiaque. Annie lui rend visite à l'hôpital, où elle rencontre Jackson, Lizzie, et la plupart des ex de Crowe et des autres enfants qui ont pris l'avion pour aller à son chevet. Crowe demande à voir Sandcliff, et lui et Jackson viennent habiter chez Annie.
Duncan croise Annie et Crowe, qui se présente, mais Duncan ne le croit pas. Annie découvre Duncan qui se cache devant sa maison, et Crowe prouve son identité avec son passeport. Duncan reste dîner, mais son obsession pour le travail de Crowe agace ce dernier, qui déclare qu'il pense que « Juliet » ne vaut rien. Duncan part, affirmant que l'art peut signifier plus pour le public que pour l'artiste, et combien l'album a été important pour lui.
Crowe explique à Annie pourquoi il a quitté la musique il y a 25 ans :  Julie, son ex dont la rupture a inspiré Juliet, lui a rendu visite lors de son concert avec leur enfant, Grace. Parti en tenant le bébé dans ses bras, Crowe a paniqué, la laissant dans les toilettes et s'éloignant complètement du concert et de la musique. Crowe appelle Grace, mais elle ne veut rien avoir à faire avec lui.
À l'exposition du musée d'Annie, elle avoue son intérêt romantique pour Crowe, qui lui rend la pareille. Le maire de la ville fait chanter Crowe pour l'exposition, et il interprète à contrecœur « Waterloo Sunset » des Kinks. Ce soir-là, Annie et Crowe tentent de faire l'amour, mais sont interrompus par un Jackson malade, qui veut rentrer chez lui.
Annie conduit Crowe et Jackson chez Lizzie, qui a été abandonnée par le père de son fils, et Annie leur fait ses adieux. De retour à la maison, Annie est dans un bar lorsque Duncan plaide pour un nouveau départ ensemble, mais elle refuse.
Un an plus tard, Annie envoie un courriel à Crowe, lui expliquant qu'elle a déménagé à Londres et qu'elle a décidé d'avoir un enfant toute seule ; ils acceptent de se rencontrer.
Au générique, une vidéo de Duncan sur son site révèle que Crowe a sorti un nouvel album intitulé So Where Was I ? inspiré par Annie.  Les titres des chansons de l'album et la critique cinglante de Duncan suggèrent que Tucker et Annie vivent heureux ensemble, au grand dam de Duncan.

## Fiche technique
- Titre original : Juliet, Naked
- Réalisation : Jesse Peretz
- Scénario : Tamara Jenkins, Jim Taylor et Evgenia Peretz, basé sur le roman homonyme de Nick Hornby
- Photographie : Remi Adefarasin
- Montage : Sabine Hoffman et Robert Nassau
- Musique : Nathan Larson
- Producteurs : Judd Apatow, Barry Mendel, Albert Berger, Ron Yerxa et Jeffrey Soros
- Société de production : Los Angeles Media Fund
- Société de distribution : Lionsgate / Roadside Attractions (États-Unis) ; Universal Pictures / Focus Features (Royaume-Uni) ; Amazon Prime (France)
- Pays d'origine :  États-Unis,  Royaume-Uni
- Dates de sortie : 
  -  États-Unis : 
    - 19 janvier 2018 (Festival du film de Sundance)
    - 17 août 2018 (sortie nationale)

  -  France : 6 février 2020 (en VàD sur Amazon Prime) [1],[2]

## Distribution
- Rose Byrne (VF : Julia Faure) : Annie Platt
- Ethan Hawke (VF : Jean-Pierre Michaël) : Tucker Crowe
- Chris O'Dowd (VF : Jean-Michel Fête) : Duncan Thomson
- Azhy Robertson (VF : Simon Faliu) : Jackson
- Lily Brazier (VF : Karine Texier) : Ros Platt
- Ayoola Smart (VF : Charlotte Campana) : Lizzie
- Denise Gough (VF : Sarah Viot) : Gina
- Eleanor Matsuura : Cat
- Megan Dodds : Carrie
- Pamela Lyne (VF : Frédérique Cantrel) : Edna

 Source et légende : version française (VF) sur RS Doublage

## Sortie et accueil

### Réception critique
Sur le site d'agrégation de critiques Rotten Tomatoes, le film détient un taux d'approbation de 83% sur la base de 153 avis, et une note moyenne de 6,8/10. Un consensus critique du site se lit « L'arc narratif un peu familier de Juliet, Naked est rehaussé par le travail hors pair d'un casting de charme dirigé par les bien appariés Rose Byrne et Ethan Hawke ». Le site Metacritic donne au film une note moyenne pondérée de 67 sur 100, basée sur 33 critiques, indiquant des « critiques généralement favorables ».

### Box-office
| Pays ou région | Box-office  | Date d'arrêt du box-office | Nombre de semaines |
| -------------- | ----------- | -------------------------- | ------------------ |
| États-Unis     | 3 444 895 $ | 25 octobre 2018            | 19                 |
| Mondial        | 4 508 260 $ | 25 octobre 2018            | 19                 |